# Helmut Howiller
Helmut Howiller (* 27. Juni 1943 in Dieterwald, Wartheland; † 3. Mai 2024) war ein deutscher Judoka, der für die DDR antrat. Er war Europameister 1971.

## Leben
1958 begann Howiller bei der BSG Motor Magdeburg-Südost mit Judo. Die eigentliche sportliche Laufbahn des gelernten Schmieds begann erst einige Jahre später beim SC DHfK Leipzig, wo er von 1964 bis 1967 vier Meistertitel im Halbschwergewicht gewann. 1969/70 wechselten die Leipziger Judoka zum SC Leipzig. 1970, 1971 und 1972 gewann Howiller drei Meistertitel für seinen neuen Verein. Im Finalkampf 1972 besiegte er Uwe Stock, der 1973 den DDR-Meistertitel im Halbschwergewicht errang.
Bei den Judo-Europameisterschaften 1963 schied Howiller in seiner Gewichtsklasse im Vorkampf aus, gewann aber Bronze in der Offenen Klasse. 1964 folgte eine weitere Bronzemedaille bei den Europameisterschaften in der Allkategorie. 1968 gewann er die Silbermedaille im Halbschwergewicht bei den Europameisterschaften hinter dem Westdeutschen Peter Herrmann. 1971 siegte Howiller bei den Europameisterschaften in Göteborg. Bei den Judo-Weltmeisterschaften 1971 in Ludwigshafen unterlag Howiller gegen beide Finalisten, Fumio Sasahara und Nobuyuki Satō, erhielt aber nach seinem Sieg in der Hoffnungsrunde die Bronzemedaille. Bei den Olympischen Spielen 1972 in München verlor Howiller seinen ersten Kampf gegen den Westdeutschen Paul Barth, nach zwei Siegen in der Hoffnungsrunde unterlag er im Kampf um den Einzug ins Halbfinale gegen den Brasilianer Chiaki Ishii. 
Nach seiner Karriere war Howiller Judotrainer, bis 1990 war er beim SC Leipzig. Dort betreute er unter anderem Udo Quellmalz.